# Стадион академии имени Черенкова
Стадион академии ФК «Спартак» имени Черенкова — футбольный стадион в Москве, в районе Сокольники домашняя арена молодёжной команды ФК «Спартак». Вместимость стадиона составляет 3077 зрителей. Стадион был открыт в 2009 году. На стадионе установлена система обогрева поля.

## История

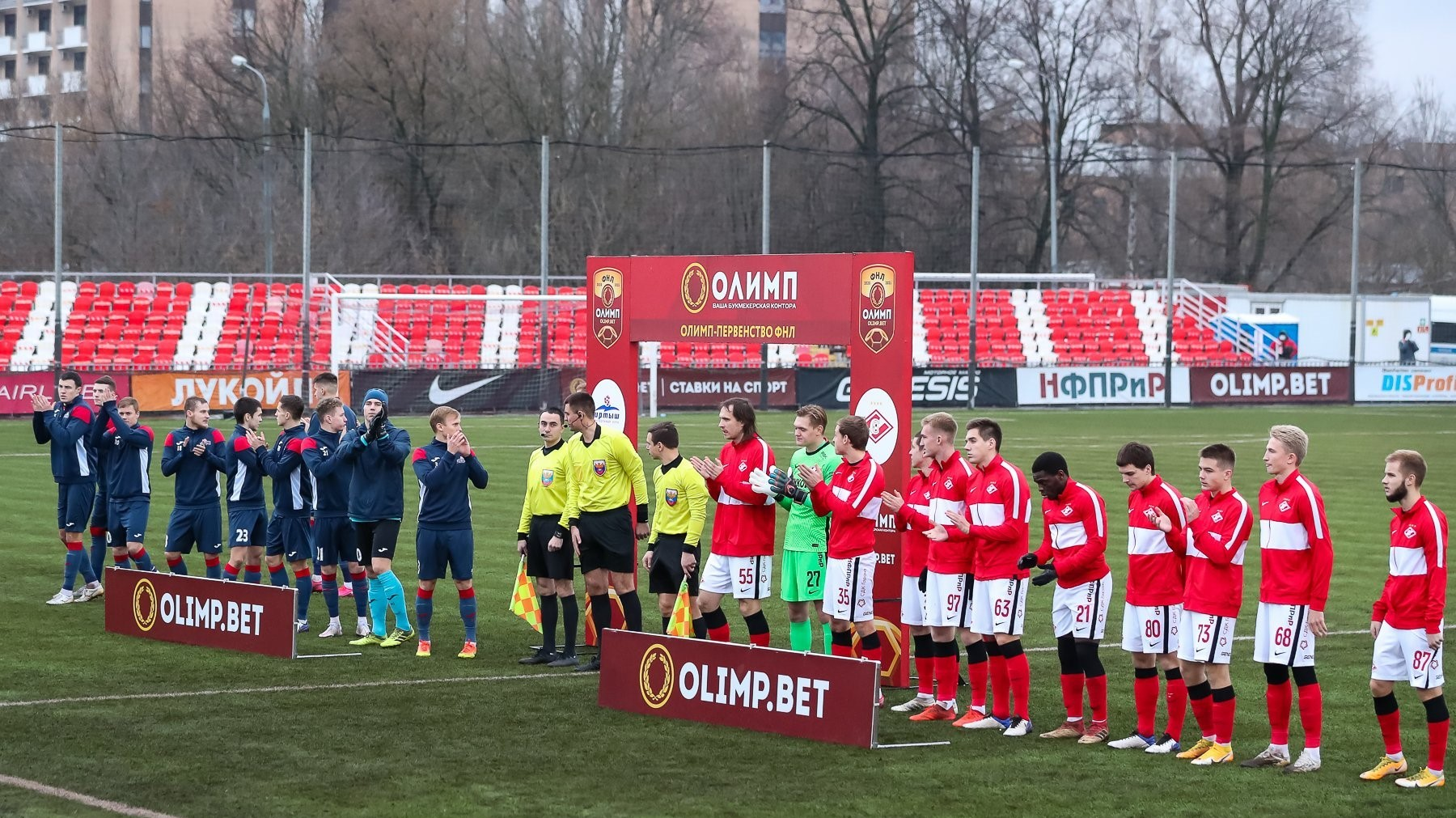
Стадион академии имени Черенкова принимает матч первенства ФНЛ между командами «Спартак-2» и «Иртыш»

В советское время в ведении «Спартака» находился спортивный стадион на Ширяевом поле, где обосновалась детско-юношеская школа.
15 октября 2009 года ФК «Спартак» совместно с «Лукойлом» открыли в Сокольниках новый футбольный комплекс Академии. Были построены три новых поля (из них два — с подогревом), в том числе главный стадион с боковыми крытыми трибунами для зрителей. В состав комплекса входят футбольный манеж и шесть футбольных полей. Произведена полная реконструкция служебного здания: обустроены семь раздевалок, помещение для администрации школы, тренажёрный зал, баня, зал для проведения теоретических занятий и другие помещения. Проведена замена покрытия в крытом манеже ЦУСК «Спартак». Построен спортивный городок с площадкой для игры в теннис-бол и специальным вратарским уголком.
С 2010 года на стадионе проводит свои матчи молодёжная команда «Спартака», а с 2013 по 2022 год — фарм-клуб «Спартак-2». Данные встречи проводятся на поле № 4, оно имеет размер поля 105 на 68 метров и оборудовано искусственным покрытием с подогревом.
В 2015 году, после выхода «Спартака-2» в ФНЛ, вместимость стадиона была увеличена до 2 700, а впоследствии до 3 077 человек. В 2015—2017 годах являлся домашней ареной московского «Торпедо», выступавшего в Первенстве ПФЛ. В сезоне 2017/18 часть домашних матчей на стадионе провёл клуб «Арарат» (Москва).
В 2017 году главное поле Академии приняло матчи Юношеской лиги УЕФА с молодёжными командами «Ливерпуля», «Севильи» и «Марибора».
В 2021 году стало известно о возможном переезде Академии «Спартака» в Тушино, в связи с чем не исключаются варианты с перепрофилированием части объектов на территории спорткомплекса или его продажи с последующей застройкой жильём.
В сезоне 2022/23 ряд своих матчей на стадионе провела вышедшая в Первую лигу «Родина».

## Адрес
107014, Москва, Малый Олений переулок, д. 23.

## В культуре
- На стадионе снят ряд кадров фильма «Коробка» (2016).